# Eleccions legislatives belgues de 2010
Les eleccions legislatives belgues de 2010 es van celebrar el 13 de juny de 2010 a Bèlgica per a renovar els 150 membres de la Cambra de Representants i els 40 dels 71 del Senat del país.

## Antecedents
Després del conflicte pel districte electoral Brussel·les-Halle-Vilvoorde, Open Vlaamse Liberalen en Democraten (Open VLD) va abandonar el govern de Yves Leterme i finalment el 22 d'abril de 2010 Leterme va presentar la dimissió al rei Albert II de Bèlgica per la incapacitat d'arribar a un acord per la formació de govern i el dia 26 d'abril les eleccions anticipades foren convocades.

## Resultats
Els dos partits amb més vots foren els nacionalistes flamencs de Nieuw-Vlaamse Alliantie i els socialistes francòfons. Les eleccions han suposat la davallada electoral del Vlaams Belang i dels liberals flamencs.

## Resultats a la Cambra de Representants
|                                                                             | Nieuw-Vlaamse Alliantie         | 1,135,617 | *        | 17,40% | *      | 27  | *  |
|                                                                             | Parti Socialiste                | 894,543   | +169,756 | 13,71% | +2,85% | 26  | +6 |
|                                                                             | Christen-Democratisch en Vlaams | 707,986   | *        | 10,85% | *      | 17  | *  |
|                                                                             | Mouvement Réformateur           | 605,617   | −229,456 | 9,28%  | −3,23% | 18  | −5 |
|                                                                             | Socialistische Partij Anders    | 602,867   | −81,523  | 9,24%  | −1,02% | 13  | −1 |
|                                                                             | Open VLD                        | 563,873   | −225,572 | 8,64%  | −3,19% | 13  | −5 |
|                                                                             | Vlaams Belang                   | 506,697   | −293,147 | 7,76%  | −4,23% | 12  | −5 |
|                                                                             | Centre Demòcrata Humanista      | 360,441   | −43,636  | 5,53%  | −0,53% | 9   | −1 |
|                                                                             | Ecolo                           | 313,047   | −27,331  | 4,80%  | −0,30% | 8   | ±0 |
|                                                                             | Groen!                          | 285,989   | +20,161  | 4,38%  | +0,40% | 5   | +1 |
|                                                                             | Lijst Dedecker                  | 150,577   | −118,071 | 2,31%  | −1,72% | 1   | −4 |
|                                                                             | Parti Populaire/Persoenpartij   | 84,005    | —        | 1,29%  | +1,29% | 1   | +1 |
|                                                                             | Altres                          | 316,108   | —        | 4,84%  | —      | —   | —  |
| Total (participació 89,2%)                                                  | Total (participació 89,2%)      | 6,527,367 |          | 100%   |        | 150 |    |
| Font: Portal Federal - Eleccions 2010 Arxivat 2013-09-11 a Wayback Machine. |                                 |           |          |        |        |     |    |

## Resultats al Senat

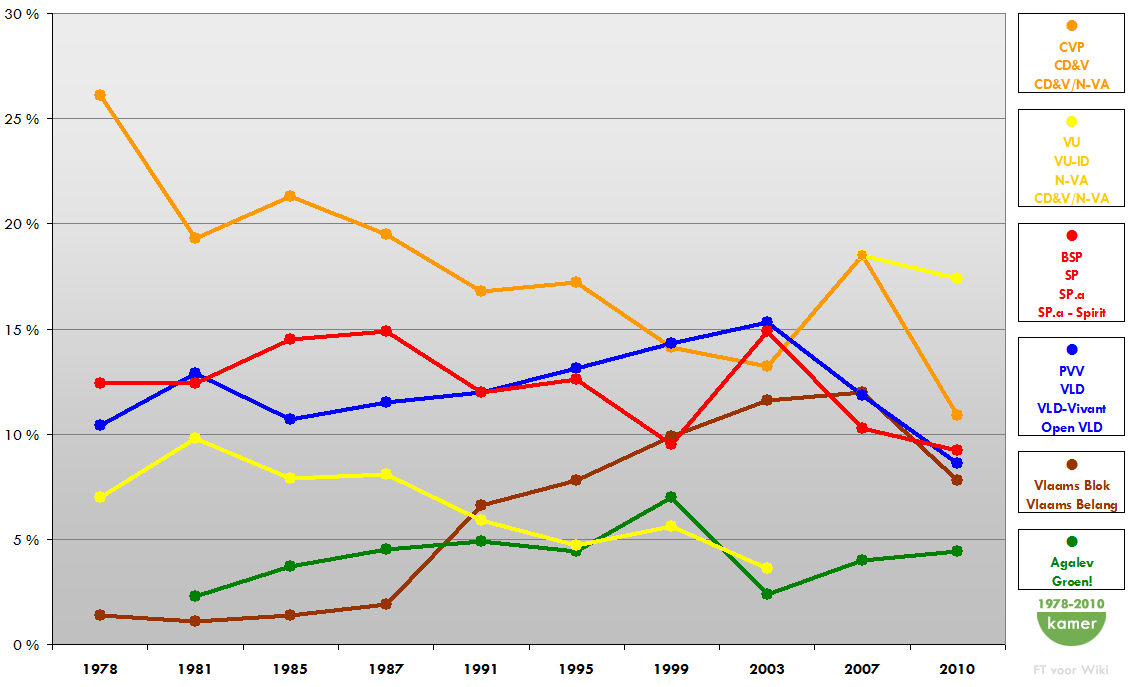
Resultats electorals dels sis principals partits de 1978 a 2010

|                                                                                        | Nieuw-Vlaamse Alliantie         | 1,268,894 | *        | 19,61%  | *      | 9  | *  |
|                                                                                        | Parti Socialiste                | 880,828   | +202,016 | 13,62%  | +3,37% | 7  | +3 |
|                                                                                        | Christen-Democratisch en Vlaams | 646,371   | *        | 9,99%   | *      | 4  | *  |
|                                                                                        | Socialistische Partij Anders    | 613,091   | −52,251  | 9,48%   | −0,54% | 4  | ±0 |
|                                                                                        | Mouvement Réformateur           | 599,618   | −216,137 | 9,27%   | +3,04% | 4  | −2 |
|                                                                                        | Open VLD                        | 533,171   | −288,809 | 8,24%   | −4,16% | 4  | −1 |
|                                                                                        | Vlaams Belang                   | 491,519   | −296,263 | 7.60%   | −4,29% | 3  | −2 |
|                                                                                        | Ecolo                           | 353,111   | −32,355  | 5.46%   | −0,36% | 2  | ±0 |
|                                                                                        | Centre Demòcrata Humanista      | 331,870   | −58,982  | 5,13%   | −0,77% | 2  | ±0 |
|                                                                                        | Groen!                          | 251,605   | +10,454  | 3,89%   | +0,25% | 1  | ±0 |
|                                                                                        | Lijst Dedecker                  | 130,777   | −93,215  | 2.02%   | −1,36% | 0  | −1 |
|                                                                                        | Parti Populaire/Persoenpartij   | 98,858    | —        | 1,53%   | —      | 0  | —  |
|                                                                                        | Altres                          | 264,591   | —        | 4,09%   | —      | —  | —  |
| Total (participació 89,2%)                                                             | Total (participació 89,2%)      | 6,469,304 |          | 100,00% |        | 40 |    |
| Source: Portal Federal − Eleccions al Senat 2010 Arxivat 2010-06-17 a Wayback Machine. |                                 |           |          |         |        |    |    |

## Resultats
| Llistes neerlandeses a la Cambra | Llistes neerlandeses a la Cambra | Llistes neerlandeses a la Cambra | Llistes neerlandeses a la Cambra | Llistes neerlandeses a la Cambra | Llistes neerlandeses a la Cambra | Llistes neerlandeses a la Cambra | Llistes neerlandeses a la Cambra | Llistes neerlandeses a la Cambra | Llistes neerlandeses a la Cambra |
| Partit                           | Partit                           | 2010                             | 2010                             | 2010                             | 2007                             | 2007                             | diferència                       | diferència                       |                                  |
| Partit                           | Partit                           | perc.                            | vots                             | escons                           | perc.                            | escons                           | perc.                            | escons                           |                                  |
| -------------------------------- | -------------------------------- | -------------------------------- | -------------------------------- | -------------------------------- | -------------------------------- | -------------------------------- | -------------------------------- | -------------------------------- | -------------------------------- |
|                                  | N-VA                             | 27,8                             | 1.135.617                        | 27                               | 29,6                             | 30                               | +15,5                            | +14                              |                                  |
|                                  | CD&V                             | 17,3                             | 707.986                          | 17                               | 29,6                             | 30                               | +15,5                            | +14                              |                                  |
|                                  | sp.a                             | 14,6                             | 602.867                          | 13                               | 16,3                             | 14                               | -1,7                             | -1                               |                                  |
|                                  | Open Vld                         | 13,6                             | 563.873                          | 13                               | 18,8                             | 18                               | -5,2                             | -5                               |                                  |
|                                  | VB                               | 12,3                             | 506.697                          | 12                               | 19,0                             | 17                               | -6,7                             | -5                               |                                  |
|                                  | Groen!                           | 6,9                              | 285.989                          | 5                                | 6,3                              | 4                                | +0,6                             | +1                               |                                  |
|                                  | LDD                              | 3,7                              | 150.577                          | 1                                | 6,5                              | 5                                | -2,8                             | -4                               |                                  |
|                                  | Altres                           | 3,8                              | 69.174                           | 0                                | 1,8                              | 0                                | +2,0                             | =                                |                                  |
| Total                            | Total                            | 100,0                            | 4.022.780                        | 88                               | 100,0                            | 88                               | 0,0                              | =                                |                                  |
| Llistes francòfones a la Cambra  |                                  |                                  |                                  |                                  |                                  |                                  |                                  |                                  |                                  |
| Partit                           | Partit                           | 2010                             | 2010                             | 2010                             | 2007                             | 2007                             | diferència                       | diferència                       |                                  |
| Partit                           | Partit                           | perc.                            | vots                             | escons                           | perc.                            | escons                           | perc.                            | escons                           |                                  |
|                                  | PS                               | 37,6                             | 894.543                          | 26                               | 29,5                             | 20                               | +8,1                             | +6                               |                                  |
|                                  | MR                               | 22,2                             | 605.617                          | 18                               | 31,2                             | 23                               | -9,0                             | -5                               |                                  |
|                                  | CDH                              | 14,6                             | 360.441                          | 9                                | 15,8                             | 10                               | -1,2                             | -1                               |                                  |
|                                  | Ecolo                            | 12,3                             | 313.047                          | 8                                | 12,8                             | 8                                | -0,5                             | =                                |                                  |
|                                  | PP                               | 3,1                              | 84.005                           | 1                                | n.v.t.                           | n.v.t.                           | +3,1                             | +1                               |                                  |
|                                  | FN                               | 1,4                              | 28.115                           | 0                                | 5,6                              | 1                                | -4,2                             | -1                               |                                  |
|                                  | Altres                           | 8,8                              | 213.343                          | 0                                | 5,1                              | 0                                | +3,7                             | =                                |                                  |
| Total                            | Total                            | 100,0                            | 2.499.111                        | 62                               | 100,0                            | 62                               | 0,0                              | =                                |                                  |
| vàlids                           | vàlids                           | vàlids                           | 6.527.367                        |                                  |                                  |                                  |                                  |                                  |                                  |
| blancs & nuls                    | blancs & nuls                    | blancs & nuls                    | 402.488                          |                                  |                                  |                                  |                                  |                                  |                                  |
| Vots emesos                      | Vots emesos                      | Vots emesos                      | 6.929.855                        |                                  |                                  |                                  |                                  |                                  |                                  |
| Votants                          | Votants                          | Votants                          | 7.767.552                        | 150                              |                                  |                                  |                                  |                                  |                                  |

| Llista neerlandesa al Senat | Llista neerlandesa al Senat | Llista neerlandesa al Senat | Llista neerlandesa al Senat | Llista neerlandesa al Senat | Llista neerlandesa al Senat | Llista neerlandesa al Senat | Llista neerlandesa al Senat | Llista neerlandesa al Senat | Llista neerlandesa al Senat |
| Partit                      | Partit                      | 2010                        | 2010                        | 2010                        | 2007                        | 2007                        | diferència                  | diferència                  |                             |
| Partit                      | Partit                      | perc.                       | vots                        | escons                      | perc.                       | escons                      | perc.                       | escons                      |                             |
| --------------------------- | --------------------------- | --------------------------- | --------------------------- | --------------------------- | --------------------------- | --------------------------- | --------------------------- | --------------------------- | --------------------------- |
|                             | N-VA                        | 31,69                       | 1.268.894                   | 9                           | 31,4                        | 9                           | +16,44                      | +4                          |                             |
|                             | CD&V                        | 16,15                       | 646.371                     | 4                           | 31,4                        | 9                           | +16,44                      | +4                          |                             |
|                             | sp.a                        | 15,31                       | 613.091                     | 4                           | 16,2                        | 4                           | -0,89                       | =                           |                             |
|                             | Open Vld                    | 13,32                       | 533.171                     | 4                           | 20,0                        | 5                           | -6,68                       | -1                          |                             |
|                             | VB                          | 12,28                       | 491.519                     | 3                           | 19,2                        | 5                           | -6,92                       | -2                          |                             |
|                             | Groen!                      | 6,28                        | 251.605                     | 1                           | 5,9                         | 1                           | +0,38                       | =                           |                             |
|                             | LDD                         | 3,27                        | 130.777                     | 0                           | 5,5                         | 1                           | -2,23                       | -1                          |                             |
|                             | Altres                      | 1,71                        | 68093                       | 0                           | 1,8                         | 0                           | -0,1                        | =                           |                             |
| Total                       | Total                       | 100,0                       | 4.003.521                   | 25                          | 100,0                       | 25                          | 0,0                         | =                           |                             |
| Llista francòfona al Senat  |                             |                             |                             |                             |                             |                             |                             |                             |                             |
| Partit                      | Partit                      | 2010                        | 2010                        | 2010                        | 2007                        | 2007                        | diferència                  | diferència                  |                             |
| Partit                      | Partit                      | perc.                       | vots                        | escons                      | perc.                       | escons                      | perc.                       | escons                      |                             |
|                             | PS                          | 35,72                       | 880.828                     | 7                           | 26,8                        | 4                           | +8,92                       | +3                          |                             |
|                             | MR                          | 24,32                       | 599.618                     | 4                           | 32,3                        | 6                           | -7,98                       | -2                          |                             |
|                             | Ecolo                       | 14,32                       | 353.111                     | 2                           | 15,2                        | 2                           | -0,88                       | =                           |                             |
|                             | CDH                         | 13,46                       | 331.870                     | 2                           | 15,5                        | 2                           | -2,04                       | =                           |                             |
|                             | PP                          | 4,01                        | 98.858                      | 0                           | n.v.t.                      | n.v.t.                      | +4,01                       | =                           |                             |
|                             | Altres                      | 7,54                        | 186.036                     | 0                           | 4,2                         | 0                           | +3,34                       | =                           |                             |
|                             | FN                          | no presenta llista          | no presenta llista          | no presenta llista          | 6,0                         | 1                           | -6,0                        | -1                          |                             |
| Total                       | Total                       | 100,0                       | 2.465.783                   | 15                          | 100,0                       | 15                          | 0,0                         | =                           |                             |
| vàlids                      | vàlids                      | vàlids                      | 6.469.304                   |                             |                             |                             |                             |                             |                             |
| blancs & nuls               | blancs & nuls               | blancs & nuls               | 460.365                     |                             |                             |                             |                             |                             |                             |
| Vots emesos                 | Vots emesos                 | Vots emesos                 | 6.929.669                   |                             |                             |                             |                             |                             |                             |
| Votants                     | Votants                     | Votants                     | 7.767.552                   | 40                          |                             |                             |                             |                             |                             |

### Resultats en detall
| Circumscripció flamenca a la Cambra | Circumscripció flamenca a la Cambra | Circumscripció flamenca a la Cambra | Circumscripció flamenca a la Cambra | Circumscripció flamenca a la Cambra | Circumscripció flamenca a la Cambra | Circumscripció flamenca a la Cambra | Circumscripció flamenca a la Cambra | Circumscripció flamenca a la Cambra | Circumscripció flamenca a la Cambra | Circumscripció flamenca a la Cambra | Circumscripció flamenca a la Cambra | Circumscripció flamenca a la Cambra | Circumscripció flamenca a la Cambra | Circumscripció flamenca a la Cambra | Circumscripció flamenca a la Cambra | Circumscripció flamenca a la Cambra | BHV                       | BHV                       | BHV                       |
| Partij                              | Partij                              | Antwerpen                           | Antwerpen                           | Antwerpen                           | Leuven                              | Leuven                              | Leuven                              | Limburg                             | Limburg                             | Limburg                             | Flandes Oriental                    | Flandes Oriental                    | Flandes Oriental                    | Flandes Occidental                  | Flandes Occidental                  | Flandes Occidental                  | BHV                       | BHV                       | BHV                       |
| Partij                              | Partij                              | perc.                               | vots                                | escons                              | perc.                               | vots                                | escons                              | perc.                               | vots                                | escons                              | perc.                               | vots                                | escons                              | perc.                               | vots                                | escons                              | perc.                     | vots                      | escons                    |
| ----------------------------------- | ----------------------------------- | ----------------------------------- | ----------------------------------- | ----------------------------------- | ----------------------------------- | ----------------------------------- | ----------------------------------- | ----------------------------------- | ----------------------------------- | ----------------------------------- | ----------------------------------- | ----------------------------------- | ----------------------------------- | ----------------------------------- | ----------------------------------- | ----------------------------------- | ------------------------- | ------------------------- | ------------------------- |
|                                     | N-VA                                | 30,71                               | 336.631                             | 8                                   | 27,05                               | 85.399                              | 2                                   | 28,83                               | 154.230                             | 4                                   | 28,15                               | 269.049                             | 6                                   | 23,98                               | 188.317                             | 4                                   | 12,23                     | 101.991                   | 3                         |
|                                     | CD&V                                | 15,53                               | 170.260                             | 4                                   | 16,26                               | 51.328                              | 1                                   | 18,81                               | 100.643                             | 3                                   | 15,4                                | 147.151                             | 3                                   | 23,01                               | 180.702                             | 4                                   | 6,94                      | 57.902                    | 2                         |
|                                     | sp.a                                | 14,32                               | 156.976                             | 3                                   | 17,79                               | 56.176                              | 1                                   | 18,14                               | 97.011                              | 2                                   | 14,15                               | 135.212                             | 3                                   | 15,13                               | 118.803                             | 3                                   | 4,64                      | 38.689                    | 1                         |
|                                     | Open Vld                            | 11,03                               | 120.935                             | 3                                   | 14,51                               | 45.814                              | 1                                   | 12,10                               | 64.741                              | 1                                   | 17,40                               | 166.278                             | 4                                   | 13,53                               | 106.265                             | 2                                   | 7,17                      | 59.840                    | 2                         |
|                                     | VB                                  | 16,15                               | 177.012                             | 4                                   | 9,61                                | 30.338                              | 1                                   | 12,79                               | 68.413                              | 2                                   | 12,33                               | 117.817                             | 3                                   | 9,07                                | 71.200                              | 1                                   | 5,03                      | 41.917                    | 1                         |
|                                     | Groen!                              | 7,69                                | 84.314                              | 2                                   | 9,79                                | 30.905                              | 1                                   | 4,81                                | 25.754                              | 0                                   | 7,36                                | 70.297                              | 1                                   | 6,31                                | 49.533                              | 1                                   | 3,02                      | 25.186                    | 0                         |
|                                     | LDD                                 | 2,29                                | 25.081                              | 0                                   | 3,14                                | 9.907                               | 0                                   | 2,89                                | 15.474                              | 0                                   | 3,19                                | 30.463                              | 0                                   | 7,67                                | 60.210                              | 1                                   | 1,13                      | 9.442                     | 0                         |
|                                     | PVDA+                               | 2,02                                | 22.132                              | 0                                   | 1,17                                | 3.703                               | 0                                   | 1,62                                | 8.644                               | 0                                   | 1,25                                | 11.950                              | 0                                   | 0,8                                 | 6.489                               | 0                                   | veure PTB+ (llista única) | veure PTB+ (llista única) | veure PTB+ (llista única) |
|                                     | Altres                              | 0,26                                | 2.841                               | 0                                   | 0,69                                | 2.176                               | 0                                   | cap llista                          | cap llista                          | cap llista                          | 0,79                                | 7537                                | 0                                   | 0,47                                | 3.702                               | 0                                   | cap més llista            | cap més llista            | cap més llista            |
| Total                               | Total                               | 100,0                               | 1.096.182                           | 24                                  | 100,0                               | 315.746                             | 7                                   | 100,0                               | 534.910                             | 12                                  | 100,0                               | 955.754                             | 20                                  | 100,0                               | 785.221                             | 16                                  | BHV                       | BHV                       | BHV                       |
| Circumscripció electoral francòfona |                                     |                                     |                                     |                                     |                                     |                                     |                                     |                                     |                                     |                                     |                                     |                                     |                                     |                                     |                                     |                                     | BHV                       | BHV                       | BHV                       |
| Partit                              | Partit                              | Hainaut                             | Hainaut                             | Hainaut                             | Lieja                               | Lieja                               | Lieja                               | Luxemburg                           | Luxemburg                           | Luxemburg                           | Namur                               | Namur                               | Namur                               | Brabant Való                        | Brabant Való                        | Brabant Való                        | BHV                       | BHV                       | BHV                       |
| Partit                              | Partit                              | perc.                               | vots                                | escons                              | perc.                               | vots                                | escons                              | perc.                               | vots                                | escons                              | perc.                               | vots                                | escons                              | perc.                               | vots                                | escons                              | perc.                     | vots                      | escons                    |
|                                     | PS                                  | 48,18                               | 348.184                             | 11                                  | 35,79                               | 216.827                             | 7                                   | 28,49                               | 45.869                              | 1                                   | 32,20                               | 92.857                              | 2                                   | 22,48                               | 51.146                              | 1                                   | 16,74                     | 139.660                   | 4                         |
|                                     | MR                                  | 17,52                               | 126.608                             | 4                                   | 22,30                               | 135.118                             | 4                                   | 19,54                               | 31.459                              | 1                                   | 24,65                               | 71.099                              | 2                                   | 35,79                               | 81.421                              | 2                                   | 19,17                     | 159.912                   | 5                         |
|                                     | CDH                                 | 11,47                               | 82.924                              | 2                                   | 13,93                               | 84.393                              | 2                                   | 31,41                               | 50.564                              | 2                                   | 15,92                               | 45.905                              | 1                                   | 12,89                               | 29.331                              | 0                                   | 8,07                      | 67.324                    | 2                         |
|                                     | Ecolo                               | 9,41                                | 67.993                              | 2                                   | 13,83                               | 83.791                              | 2                                   | 11,71                               | 18.853                              | 0                                   | 13,38                               | 38.577                              | 1                                   | 16,33                               | 37.152                              | 1                                   | 7,99                      | 66.681                    | 2                         |
|                                     | PP                                  | 2,75                                | 19.852                              | 0                                   | 3,08                                | 18.642                              | 0                                   | 2,44                                | 3.922                               | 0                                   | 3,12                                | 8.985                               | 0                                   | 5,04                                | 11.461                              | 1                                   | 2,53                      | 21.143                    | 0                         |
|                                     | FN                                  | 2,79                                | 20.129                              | 0                                   | cap llista                          | cap llista                          | cap llista                          | cap llista                          | cap llista                          | cap llista                          | 2,77                                | 7.986                               | 0                                   | cap llista                          | cap llista                          | cap llista                          | 0,66                      | 5.476                     | 0                         |
|                                     | PTB+                                | 1,68                                | 12.136                              | 0                                   | 3,09                                | 18.706                              | 0                                   | 0,74                                | 1.194                               | 0                                   | 1,55                                | 4.456                               | 0                                   | 1,04                                | 2.365                               | 0                                   | 1,12                      | 9.313                     | 0                         |
|                                     | Altres                              | 6,20                                | 44.914                              | 0                                   | 7,98                                | 48.345                              | 0                                   | 5,67                                | 9.137                               | 0                                   | 6,41                                | 18.549                              | 0                                   | 6,43                                | 14.598                              | 0                                   | 3,55                      | 29.630                    | 0                         |
| Total                               | Total                               | 100,0                               | 722.740                             | 19                                  | 100,0                               | 605.822                             | 15                                  | 100,0                               | 160.998                             | 4                                   | 100,0                               | 288.414                             | 6                                   | 100,0                               | 227.474                             | 5                                   | 100,0                     | 834.106                   | 22                        |

- Nota: els districtes electorals de BHV, Leuven i Brabant es distingeixen de les altres vuit circumscripcions electorals provincials perquè no hi ha un llindar del 5%.

## El vot en mapes

### Flandes
Llegenda:
- N-VA
- CD&V
- sp.a
- Open VLD
- MR

### Valònia i Brussel·les
Llegenda:
- PS
- MR
- CDH

## Conseqüències
Després del fracàs del seu partit a les eleccions, Marianne Thyssen va dimitir el 23 de juny com a cap del Christen-Democratisch en Vlaams (CD&V).
Després d'any i mig sense un govern formal en Bèlgica, amb Yves Leterme actuant en funcions, Elio Di Rupo presentà en octubre una proposició de govern al Rei Albert II entre diverses formacions tant francòfones com neerlandòfones i el 6 de desembre del 2011 Di Rupo és nomenat primer ministre fruit del nou acord entre Parti Socialiste (PS), Christen-Democratisch en Vlaams (CD&V), Mouvement Réformateur (MR), Socialistische Partij Anders (sp.a), Open VLD i Centre Demòcrata Humanista (CDH) per a formar el govern belga.